# Riello
Riello ist eine Gemeinde (Municipio)  mit 582 Einwohnern (Stand: 2024) im nordwestlichen Zentral-Spanien in der Provinz León in der Autonomen Gemeinschaft Kastilien-León. Die Gemeinde besteht neben dem namensgebenden Hauptort Riello aus den Ortschaften Andarraso, Ariego de Abajo, Ariego de Arriba, Arienza, Bonella, Campo la Lomba, El Castillo, Castro la Lomba, Ceide y Orrios, Cirujales, Cornombre, Curueña, Folloso, Garueña, Guisatecha, Inicio, Manzaneda de Omaña, Marzán, Omañón, La Omañuela, Oterico, Pandorado, Robledo de Omaña, Rosales, Salce, Santibáñez de Arienza, Santibáñez de la Lomba, Socil, Sosas del Cumbral, Trascastro de Luna, La Urz, Valbueno, Vegarienza, La Velilla, Villadepán, Villar de Omaña, Villarín de Riello und Villaverde de Omaña.

## Geografie
Riello liegt im nördlichen Teil der Provinz León und liegt an den Südhängen des Kantabrischen Gebirges am Río Omaña in einer Höhe von 1040 m. Die Stadt León liegt etwa 55 Kilometer südöstlich von Riello.

## Bevölkerungsentwicklung
| Jahr        | 1900 | 1970 | 1981 | 1991 | 2001 | 2011 | 2021 |
| ----------- | ---- | ---- | ---- | ---- | ---- | ---- | ---- |
| Einwohner   | 2512 | 1484 | 1416 | 1337 | 914  | 706  | 620  |
| Quelle: INE |      |      |      |      |      |      |      |

## Sehenswürdigkeiten

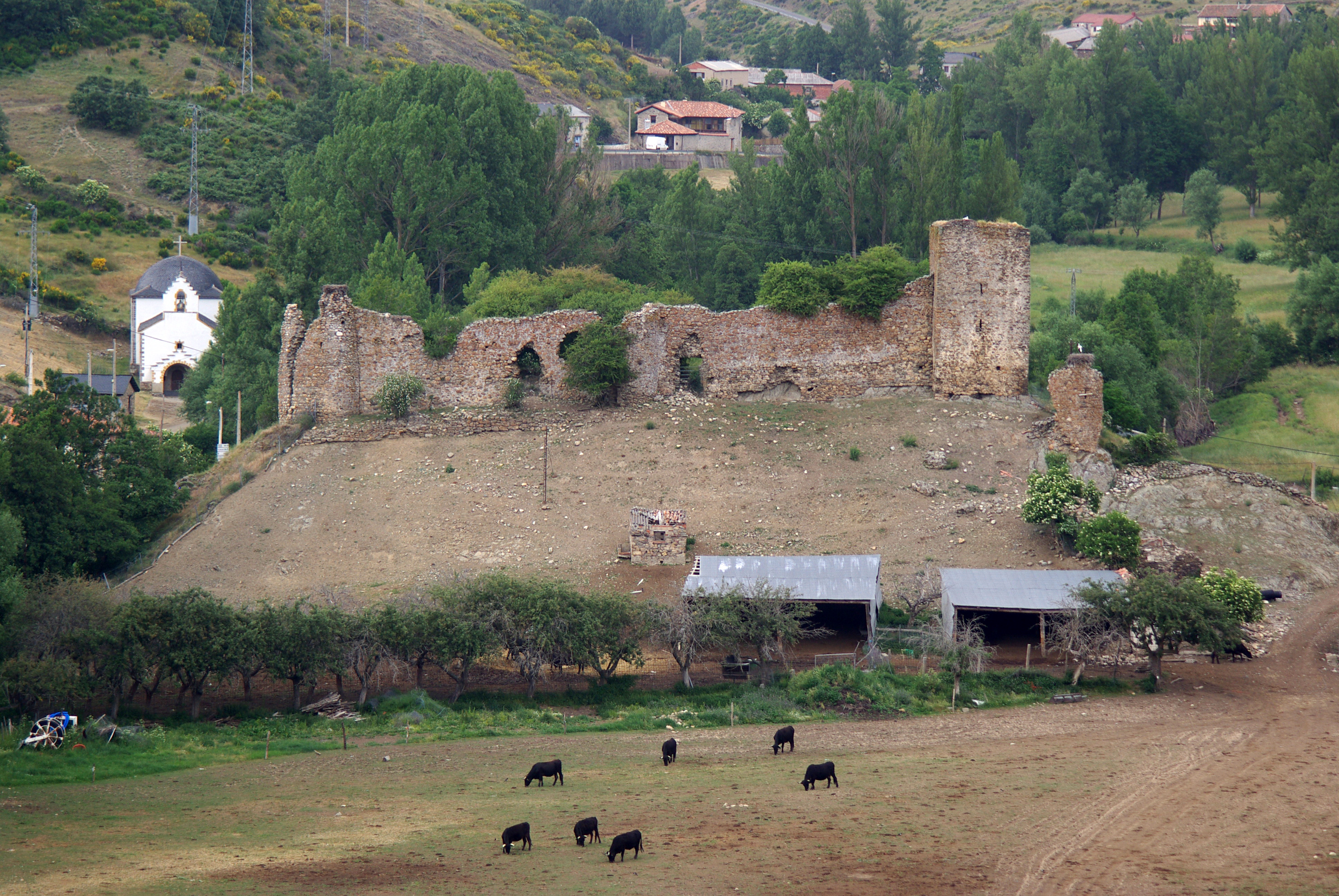
Burgruine von Benal
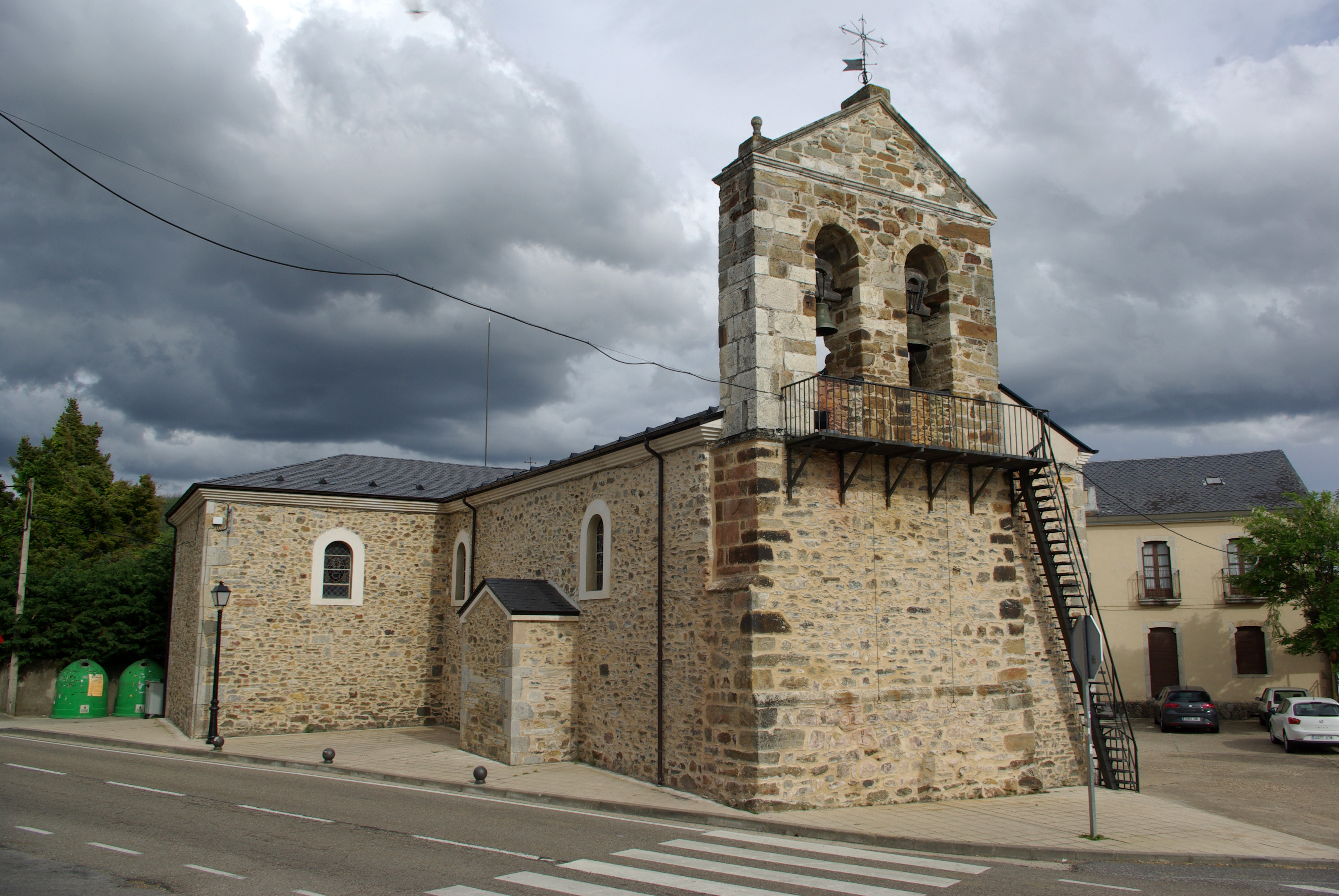
Johanniskirche
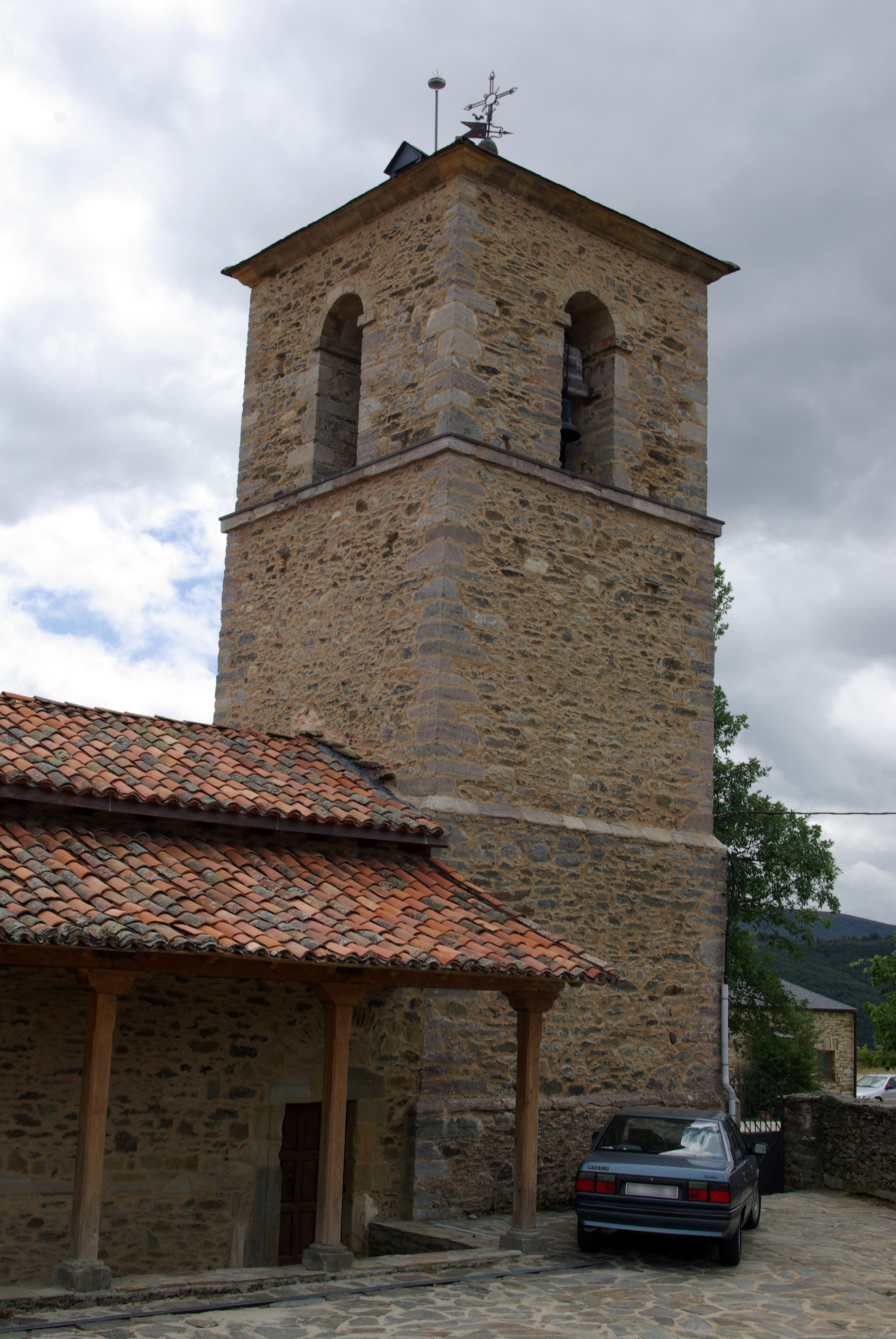
Wallfahrtskirche
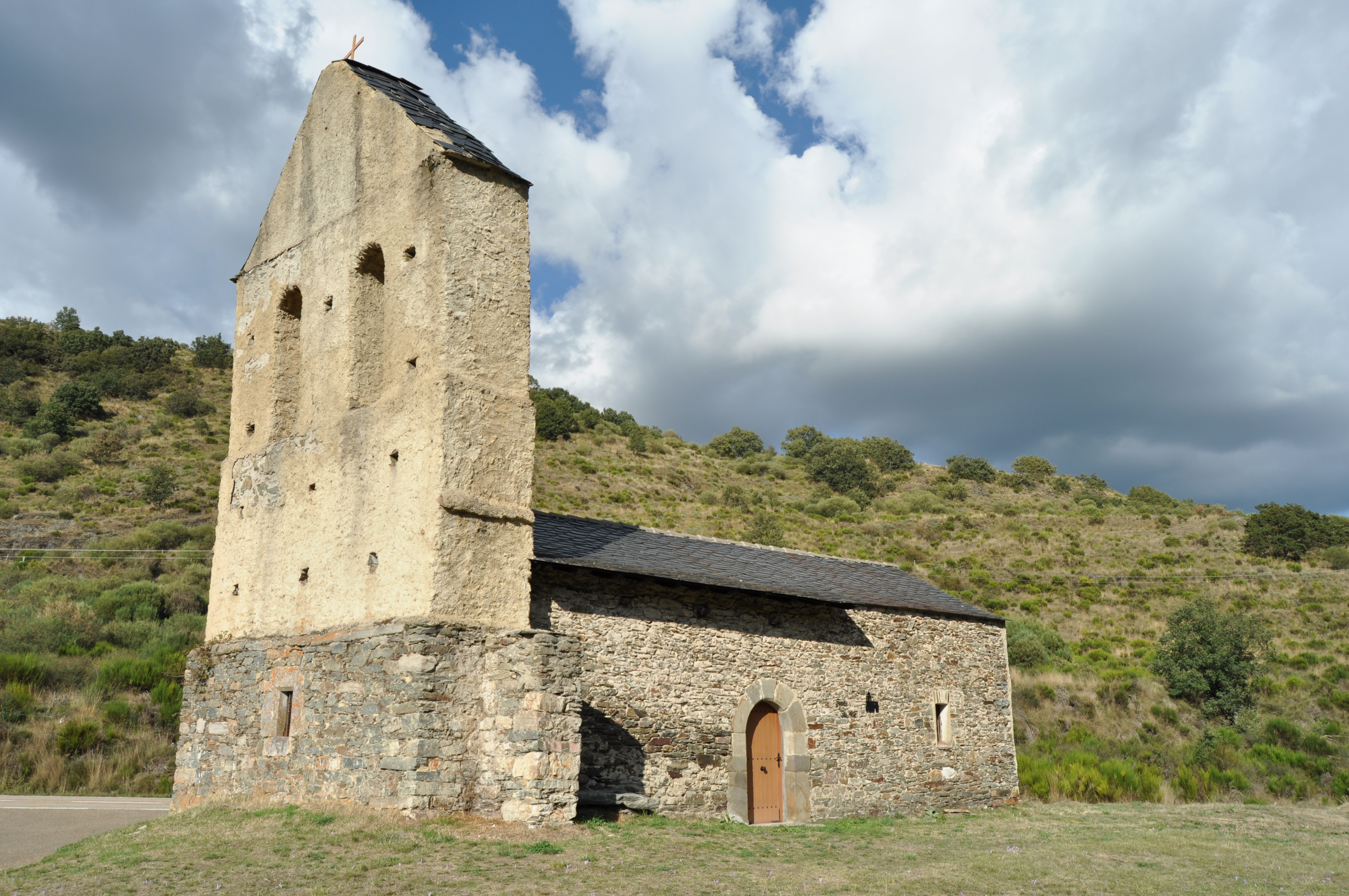
Annenkapelle
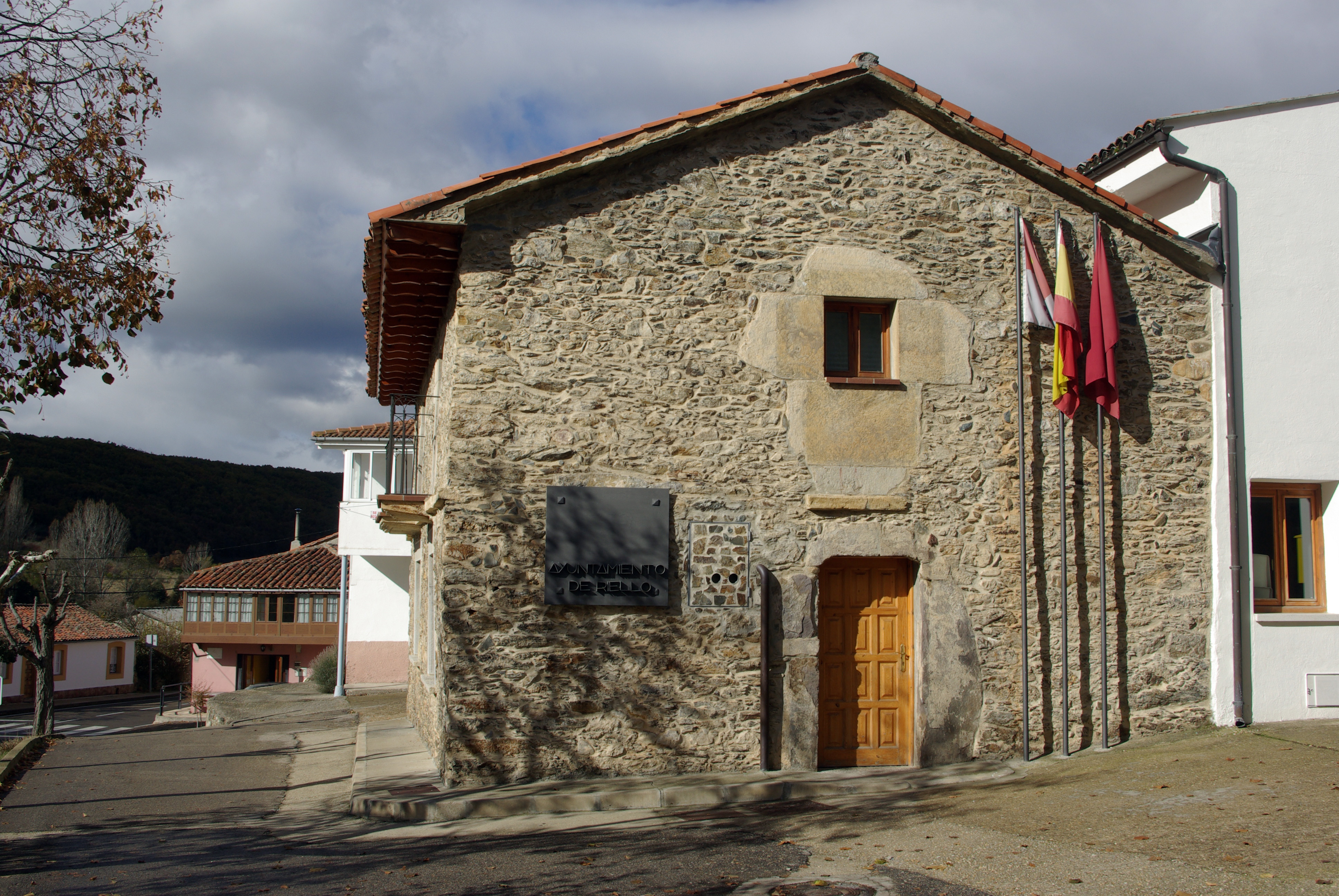
Rathaus

- Johanniskirche in Riello
- Wallfahrtskirche von Pandorado
- Annenkapelle in Marzán

- Burgruine von Benal
- Johanniskirche
- Wallfahrtskirche
- Annenkapelle
- Rathaus